# Square d'Orléans
Square d'Orléans je square v Paříži, které je součástí obytného komplexu Cité des Trois-Frères v ulici Rue Taitbout v 9. obvodu. V 19. století zde žilo mnoho literárních a uměleckých osobností z období romantismu.

## Historie
V roce 1822 manželé Douixovi prodali za 250 000 franků svůj statek. Novou majitelkou se stala herečka Anne-Françoise Hippolyte Boutet-Mars (Mademoiselle Mars), která zde bydlela do roku 1829. O dva roky později 30. dubna 1824 koupili dům a přilehlé stavby za 550 000 franků čtyři společníci Robert Foster Grant, Adeline Maria Thellusson, plukovník Jacques de Trobriand a architekt Auguste Constantin a nechali postavit novou stavbu. Po svém dokončení si místo rychle oblíbili umělci a aristokracie. V roce 1842 se sem přestěhovali George Sandová a Frédéric Chopin. V letech 1841–1850 zde pobýval portrétista Claude Marie Paul Dubufe (1790–1864), bydlel zde spisovatel Alfred Nettement (1805–1869). Jeden z prvních nájemníků Alexandre Dumas zde uspořádal 30. března 1833 velký kostýmový ples.
Do roku 1862 vznikl obytný komplex zahrnující čtyři nádvoří, několik zahrad a osm budov o čtyřech a pěti podlažích, kde bylo 35 velkých bytů, 11 středních nebo malých, pět uměleckých ateliérů a hospodářské budovy.
Stavba je od roku 1977 chráněna jako historická památka.

## Architektura
Novoklasicistní stavba byla inspirována anglickou architekturou a je postavena z cihel, což je v Paříži neobvyklé. Autorem je anglický architekt Cresy. Severní stranu vedoucí na square zdobí portikus doplněný hranatými sloupy. Nad ním jsou čtyři jónské sloupy přes dvě podlaží. Obdobné sloupy jsou i na jižní fasádě.